# Nathaniel M. Haskell
Nathaniel Mervin Haskell (* 27. September 1912 in Pittsfield, Maine; † 8. Februar 1983 in Portland, Maine) war ein US-amerikanischer Politiker und vom 6. Januar 1953 bis 7. Januar 1953 Gouverneur von Maine.

## Frühe Jahre und politischer Aufstieg
Nathaniel Haskell wurde in Pittsfield geboren. Als er zwei Jahre alt war, starben seine Eltern. Mit seiner Schwester und deren Ehemann zog er nach Portland um. Dort besuchte er die Deering High School. 1934 beendete er sein Studium der Rechtswissenschaften an der University of Maine, im selben Jahr wurde er als Rechtsanwalt zugelassen. Er bezog ein Büro in der Innenstadt von Portland, in welchem er zeit seines Lebens als Anwalt tätig war. 1943 wurde Haskell ins Repräsentantenhaus von Maine gewählt. 1945, 1947 und 1949 wurde er wiedergewählt und saß vier Legislaturperioden im Repräsentantenhaus. Von 1949 bis 1950 war er Speaker der Kammer. 1951 wurde er in den Staatssenat gewählt. Nach seiner Wiederwahl 1953 wurde er zum Präsidenten des Senats gewählt.

## Gouverneur
Burton M. Cross, sein Vorgänger im Amt des Senatspräsidenten, wurde 1952 zum neuen Gouverneur von Maine gewählt, nachdem Frederick G. Payne zurückgetreten war, um in den Senat der Vereinigten Staaten zu wechseln. Seit dem 24. Dezember 1952 war Cross Gouverneur, da es keinen Vizegouverneur in Maine gibt und nach der Verfassung von Maine dann der Senatspräsident das Amt des Gouverneurs übernimmt. Cross’ Amtszeit als Senatspräsident endete am 5. Januar 1953. Haskell wurde einen Tag darauf zum neuen Senatspräsidenten gewählt und trat somit gleichzeitig die Nachfolge von Cross als Gouverneur an. Einen Tag später, am 7. Januar 1953, wurde Cross als Gouverneur vereidigt und konnte das Amt von Haskell übernehmen. Haskell ging in die Geschichte ein als der Gouverneur von Maine mit der kürzesten Amtszeit, nämlich genau 25 Stunden. Haskell amtierte daraufhin regulär als Senatspräsident. Im selben Jahr schied er aus dem Senat aus, um Richter am Probate Court of the Cumberland County zu werden.

## Privates
Haskell war mit Barbara Martin verheiratet. Er hatte mit ihr zwei Kinder und starb 1983 in Portland.